# Sorek
Sorek (Notiosorex) – rodzaj ssaków z podrodziny ryjówek (Soricinae) w obrębie rodziny ryjówkowatych (Soricidae).

## Rozmieszczenie geograficzne
Rodzaj obejmuje gatunki występujące w Ameryce Północnej.

## Morfologia
Długość ciała (bez ogona) 52–73 mm, długość ogona 19–35 mm, długość ucha 7–9 mm, długość tylnej stopy 9–13 mm; masa ciała 3–6,3 g.

## Systematyka
Rodzaj (w randze podrodzaju w obrębie Sorex) zdefiniował w 1877 roku amerykański chirurg, ornitolog i historyk Elliott Coues w artykule poświęconym wstępnym notatkom na temat amerykańskich ssaków owadożernych, z opisami nowych gatunków, opublikowanym nw czasopiśmie Bulletin of the United States Geological and Geographical Survey of the Territories. Gatunkiem typowym jest (oryginalne oznaczenie) sorek karłowaty (N. crawfordi).

### Etymologia
Notiosorex: gr. νοτιος notios ‘południowy’, od νοτος notos ‘południe’; rodzaj Sorex Linnaeus, 1758 (ryjówka).

### Podział systematyczny
Do rodzaju należą następujące występujące współcześnie gatunki:
| Grafika | Gatunek               | Autor i rok opisu                                 | Nazwa zwyczajowa | Podgatunki         | Rozmieszczenie geograficzne | Podstawowe wymiary                        | Status IUCN |
| ------- | --------------------- | ------------------------------------------------- | ---------------- | ------------------ | --- | ----------------------------------------- | ----------- |
|         | Notiosorex crawfordi  | (Coues, 1877)                                     | sorek karłowaty  | gatunek monotypowy | południowo-środkowe Stany Zjednoczone (od południowego Kolorado) na południe do północnego i środkowego Meksyku (na południe do Jalisco i Hidalgo); zakres wysokości: 0–2600 m n.p.m. | DC: 5,3–6,8 cm DO: 2,5–3,5 cm MC: 3–6,3 g | LC          |
|         | Notiosorex cockrumi   | R.J. Baker, O’Neill & McAliley, 2003              | sorek pustynny   | gatunek monotypowy | południowo-zachodnie Stany Zjednoczone (południowo-wschodnia Arizona) na południe do północno-zachodniego Meksyku (środkowa Sonora); zakres wysokości: 675–1195 m n.p.m.              | DC: 5,2–6,1 cm DO: 1,9–2,7 cm MC: 3–6,3 g | LC          |
|         | Notiosorex tataticuli | Camargo & Álvarez-Castañeda, 2020                 |                  | 3 podgatunki       | Stany Zjednoczone (południowa Kalifornia i skrajnie południowa Nevada) i Meksyk (Półwysep Kalifornijski wraz z wyspą San Martín); zakres wysokości: 0–2200 m n.p.m.                   | DC: brak danych DO: brak danych MC: 3–6 g | NE          |
|         | Notiosorex evotis     | (Coues, 1877)                                     | sorek wielkouchy | gatunek monotypowy | endemit Meksyku (Sinaloa, Nayarit, Jalisco i Michoacán); zakres wysokości: 0–550 m n.p.m.                                                                                             | DC: 5,4–7,3 cm DO: 2,3–3,2 cm MC: 5–6,3 g | LC          |
|         | Notiosorex villai     | Carraway & Timm, 2000                             | sorek górski     | gatunek monotypowy | endemit Meksyku (znany z trzech miejscowości w południowo-zachodnim Tamaulipas; zasięg potencjalnie większy); zakres wysokości: 580–1340 m n.p.m.                                     | DC: 5,9–6,2 cm DO: 2,8–3,1 cm MC: 5–6,3 g | VU          |
|         | Notiosorex carrawayae | Camargo, Polly, Álvarez-Castañeda & Stuhler, 2024 |                  | gatunek monotypowy | endemit Meksyku (na południe od rzeki Conchos w Durango i Zacatecas na południe przez Hidalgo i miasto Meksyk)                                                                        | DC: 4,4–5,5 cm DO: 2,3–2,9 cm MC: 3–3,2 g | NE          |

Kategorie IUCN:  LC  – gatunek najmniejszej troski,  VU  – gatunek narażony;  NE  – gatunki niepoddane jeszcze ocenie.
Opisano również gatunki wymarłe:
- Notiosorex dalquesti Carraway, 2010[12] (Stany Zjednoczone; holocen)
- Notiosorex harrisi Carraway, 2010[13] (Stany Zjednoczone; holocen)
- Notiosorex jacksoni Hibbard, 1950[14] (Stany Zjednoczone; pliocen)
- Notiosorex repenningi Lindsay & L.L. Jacobs, 1985[15] (Meksyk; pliocen)